# Василько Святослав
Святослав Василько (нар. 8 червня 1923, Стецева, нині Снятинський район) — діяч ОУН та громадський діяч українства Великої Британії; живе у Ноттінгемі.

## Життєпис
Народився 8 червня 1923 року в с. Стецева, нині Снятинський район, Івано-Франківська область, Україна.
Зголосився добровольцем й до кінця Другої світової війни пройшов шлях в лавах Української Дивізії «Галичина».
Учасник боїв під Бродами; підстаршина 1-ї Української Дивізії Української Національної Армії; під орудою генерала Павла Шандрука склав присягу на вірність українському народу.
Тісно співпрацював з однодумцем Мирославом Прокопом.
1947 року прибув до Великої Британії, активно брав участь у діяльності ОУНз, був Головою Політичної Ради ОУНз у Великій Британії, входить до складу Ради Середовища Української Головної Визвольної Ради.
Працював в Крайовому Зв'язку Закордонних Частин ОУН — осінню 1953 року уповноважив керівник Крайового Зв'язку сотник Богдан Підгайний зашифровувати й розшифровувати телеграми до радистів-підпільників в Україні та Польщі, зокрема, телеграми від Мирона Матвієйка («Усміха»); після виявлення стеження йому відзвітував про припинення зв'язку і Юліян Магур.
В 1963–1988 роках виконував обов'язки представника часопису «Сучасність» на Велику Британію.
Передав Лохвицькій районній бібліотеці імені Г. С. Сковороди у Полтавській області багато книг на українознавчі, політологічні та історичні теми, також книги з військового мистецтва та мемуаристики.